# Leptogorgia florae
Leptogorgia florae är en korallart som först beskrevs av Addison Emery Verrill 1868.  Leptogorgia florae ingår i släktet Leptogorgia och familjen Gorgoniidae. Inga underarter finns listade i Catalogue of Life.